# Supergène

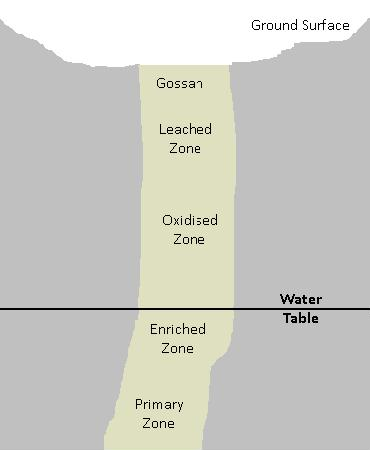
Veine minérale.

En géologie,  un  processus supergène qualifie une formation résultant de phénomènes géologiques d'origine superficielle, par opposition au processus hypogène qui correspond aux phénomènes géologiques profonds.
Cette formation s'applique surtout aux gisements de minerais, ou prospection minière, l'enrichissement se produisant près de la surface ou aux formations karstiques creusées par l'action des eaux météoriques.

## Gisements supergènes
Le processus supergène suppose une prédominance de circulation d'eau météorique concomitante avec l'oxydation et l'altération chimique de métaux. La descente des eaux météoriques entraîne alors l'oxydation de minerai primaire (hypogène) de sulfure de minéraux et, subséquemment, la redistribution des éléments de minerai métallique. Le processus supergène correspond à l'enrichissement de la base de la partie oxydée d'un gisement. Les métaux du minerai oxydés, lessivés sont transportées vers le bas par percolation des eaux souterraines, et réagissent avec les sulfures hypogènes à la limite supergène-hypogène.
Le produit de réaction secondaire sont des sulfures dont le contenu en métal est plus élevé que celui du minerai primaire. Cela est particulièrement marqué dans les dépôts de minerai de cuivre où les minéraux sulfurés de cuivre chalcocite, covellite, digénite, et djurleite sont déposés par la descente des eaux de surface.

## Source
- (en) Cet article est partiellement ou en totalité issu de l’article de Wikipédia en anglais intitulé « Supergene (geology) » (voir la liste des auteurs).